# Consulaat van Noord-Korea in Hongkong
Het consulaat van Noord-Korea in Hongkong bevindt zich in het district Wan Chai in de Chinese stad Hongkong. Het consulaat is gevestigd op de 35e verdieping van de China Resources Building. Het consulaat werd in 1999 geopend door een overeenkomst tussen China en Noord-Korea, die op 1 juni 1999 werd ondertekend door de Noord-Koreaanse Ju Chang-jun en de Chinese Chang Wenchang.
De leider van het consulaat is Kim Ik-song.